# AT&T T-15
O AT&T T-15 (anteriormente chamado de DirecTV-15) é um satélite de comunicação geoestacionário construído pela Airbus Defence and Space (antiga EADS Astrium), ele está localizado na posição orbital de 103 graus de longitude oeste e foi operado inicialmente pela DirecTV e posteriormente pela AT&T. O satélite foi baseado na plataforma Eurostar-3000 e sua expectativa de vida útil é de 15 anos.

## Lançamento
O satélite foi lançado com sucesso ao espaço no dia 27 de maio de 2015, às 21:16 UTC, por meio de um veículo Ariane 5 ECA, a partir do Centro Espacial de Kourou, na Guiana Francesa, juntamento com o satélite Sky-Mexico 1. Ele tinha uma massa de lançamento de 6205 kg.

## Capacidade e cobertura
O AT&T T-15 está equipado com 30 transponders de alta potência em banda Ku, 24 em banda Ka e 18 transponders em banda Reversa, e o mesmo é capaz de operar a partir de até cinco posições orbitais a partir de 99° W a 119° W, abrangendo o território continental dos Estados Unidos, Alasca, Havaí e Porto Rico.